# تپه خرده سرآب ۲
تپه خرده سرآب ۲ مربوط به عصر آهن - دوره سلجوقیان است و در شهرستان کرمانشاه، بخش مرکزی، دهستان میان دربند، ۵۰۰ متری غرب روستای نظام آباد واقع شده و این اثر در تاریخ ۱۵ دی ۱۳۸۷ با شمارهٔ ثبت ۲۴۱۵۱ به‌عنوان یکی از آثار ملی ایران به ثبت رسیده است.